# Стебельчатоглазые
Стебельчатогла́зые (устар. «Щупальцеглазые», лат. Stylommatophora) — отряд или подотряд лёгочных улиток из класса брюхоногих. Таксон объединяет преимущественно наземные формы, у которых глаза помещаются на вершине второй пары щупалец.
Принадлежащие к этому отряду улитки составляют самую высокоорганизованную группу среди брюхоногих.

## Описание

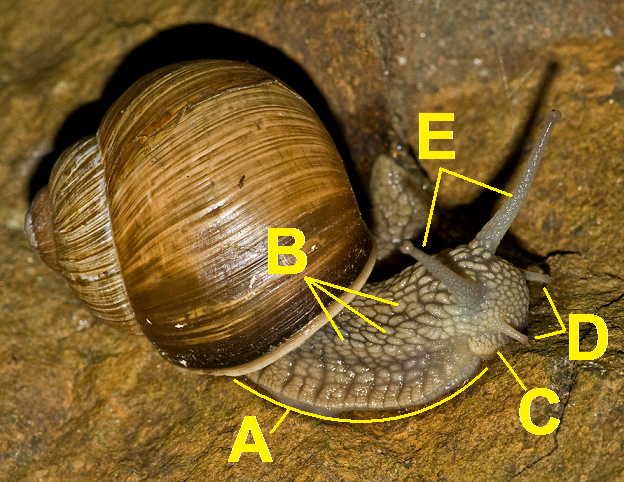
Основные части внешнего строения представителя подотряда на примере виноградной улитки.
Буквами обозначены:
A — подошва;
B — нога;
C — ротовое отверстие;
D — передние (губные) щупальца;
E — задние (глазные) щупальца

### Внешний вид
Тело разделено на раковину (у некоторых видов отсутствующую) и туловище, которое, в свою очередь, состоит из ноги и головы.

#### Раковина
Раковина присутствует у большинства представителей отряда, исключение составляют лишь некоторые надсемейства: Arionoidea, Limacoidea (кроме семейства Vitrinidae) и другие.

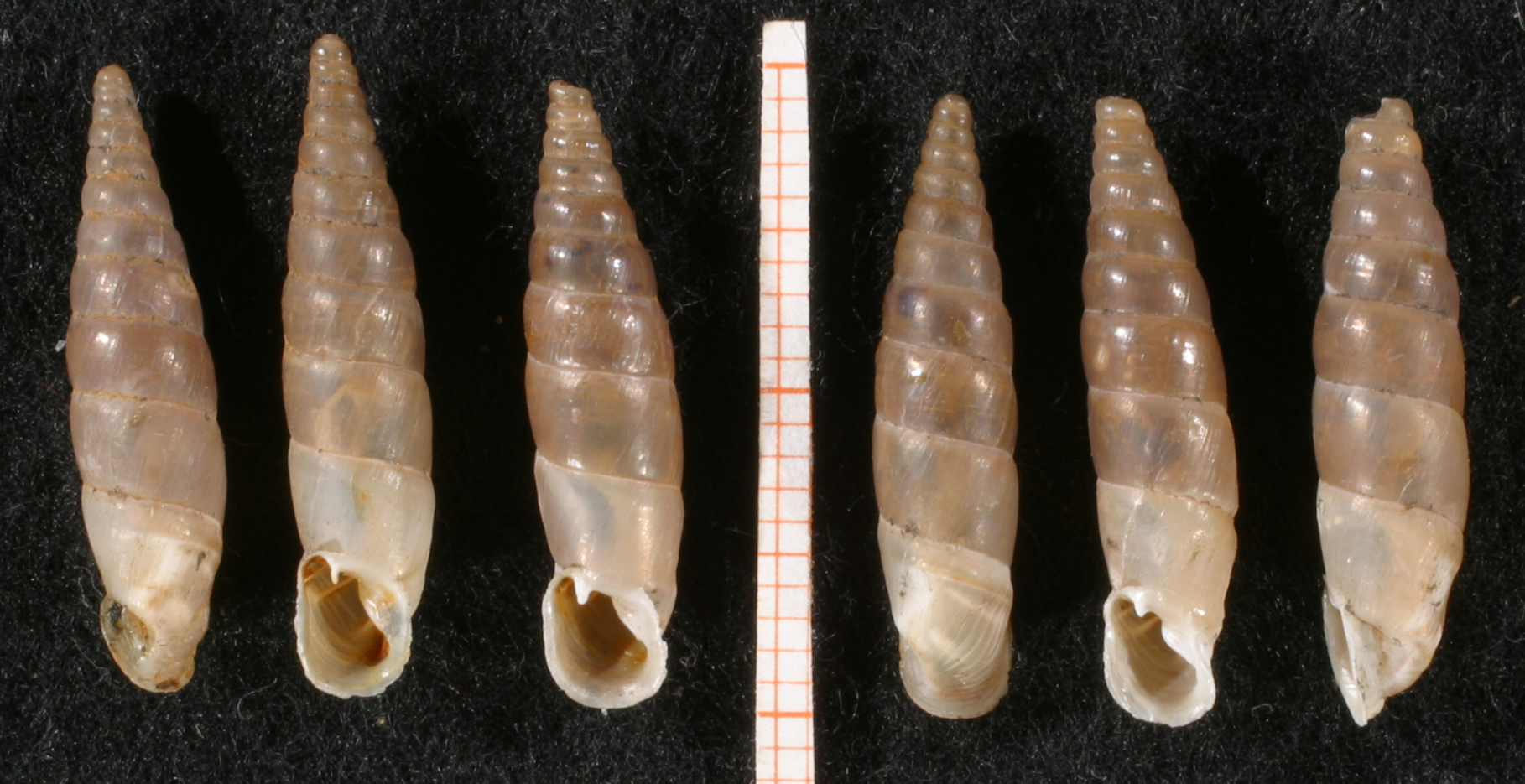
Раковины улитки Montenegrina cattaroensis

Раковина, защищающая улитку от механических повреждений и естественных врагов, у большинства видов развита достаточно хорошо. В связи с тем, что все они обитают на суше, раковина также защищает животных от избыточной потери влаги.

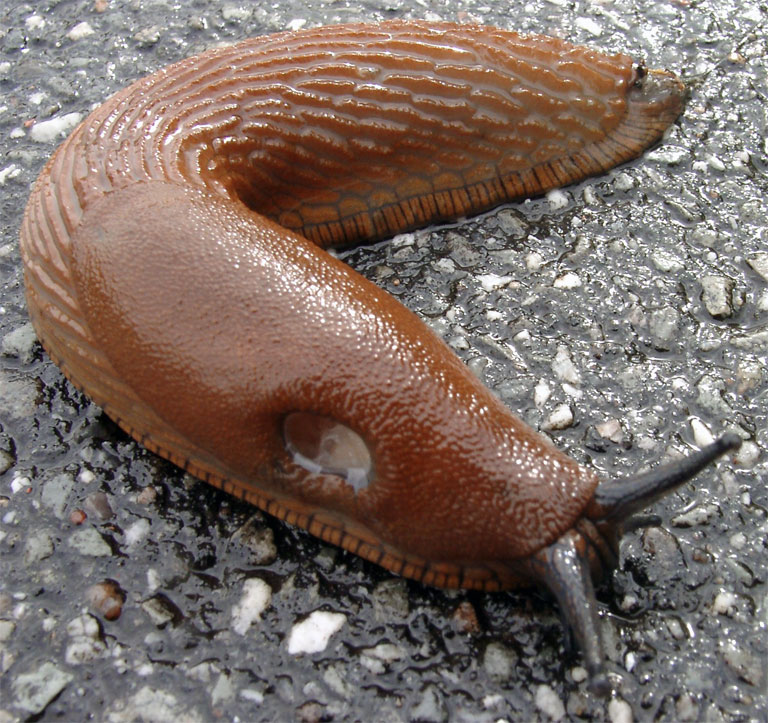
Красный придорожный слизень

У разных видов структура раковины весьма различна, так как зависит от условий среды обитания: у представителей, живущих во влажной среде, раковина тонка и прозрачна; у приспособившихся к сухому климату она, напротив, богата кальцием и имеет толстые стенки, а также нередко ярко-белого цвета для поглощения меньшего количества солнечного света; у обитателей скалистых местностей раковина весьма ребриста, что придаёт ей большую прочность и меньший вес. Также и размер раковины, а значит всего тела, варьирует в зависимости от окружающей среды: обитатели влажных зон не такие крупные, как обитатели сухих, у которых раковина задерживает большее количество влаги.
Форма раковины также весьма сильно варьирует у различных представителей: у обитающей под камнями улитки Discus Solarius она дисковидна, у виноградной улитки — кубаревидна, у европейских видов рода Clausilia — веретеновидная. У некоторых видов раковина более или менее редуцирована, например, у тропических представителей семейства янтарок.
Самая мелкая раковина обнаружена у описанной в 2015 году улитки Angustopila dominikae: 0,86 мм.

#### Туловище
Туловище, состоящее из головы и ноги, имеет морщинистый вид. Медленно пульсирующие морщины играют важную роль в процессе кожного дыхания, которое у стебельчатоглазых дополняет дыхание через лёгкое. Передняя часть туловища носит на себе две пары щупалец: передних, выполняющих обонятельную функцию, и задних — глазных, которые обычно гораздо длиннее первых.

### Половая система

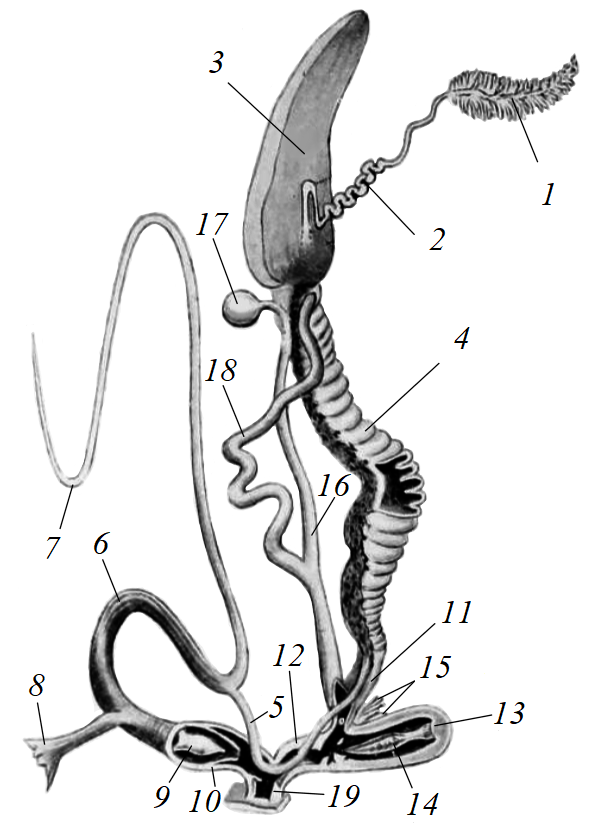
Половая система крапчатой улитки (Cornu aspersum): 1 — гермафродитная железа; 2 — гермафродитный проток; 3 — белковая железа; 4 — спермовидукт; 5 — семяпровод; 6 — эпифаллус; 7 — флагеллум; 8 — пениальный ретрактор; 9 — пениальная папилла; 10 — пенис; 11 — яйцевод; 12 — вагина; 13 — стилофор; 14 — любовная стрела; 15 — слизистые железы; 16 — проток семяприёмника; 17 — резервуар семяприёмника; 18 — дивертикул семяприёмника; 19 — атриум

Все стебельчатоглазые моллюски являются гермафродитами, то есть одновременно обладают женскими и мужскими половыми органами. Части половой системы, расположенные ближе к центру тела (то есть дальше от полового отверстия) называют проксимальными, а расположенные дальше от центра тела (ближе к половому отверстию) — дистальными.
Основой половой системы является гермафродитная железа (гонада), в которой образуются мужские и женские половые клетки. От неё отходит гермафродитный проток, проходящий через белковую железу, которая выделяет вещества для питания эмбрионов и формирования яиц, и впадающий в спермовидукт. Спермовидукт состоит из женского отдела — матки, по которой проходят яйца, и мужского отдела — простаты, по которой проходят сперматозоиды. Простата впадает в семяпровод, который переходит в эпифаллус или в пенис. Матка переходит в яйцевод, продолжающийся вагиной. От конца яйцевода отделяется проток семяприёмника, заканчивающийся резервуаром семяприёмника, который обычно имеет округлую форму. На протоке семяприёмника может находиться слепой отросток — дивертикул. На вагине могут быть расположены стилофоры — сумки любовных стрел, заключающие в себя длинные известковые тельца, которые вонзаются в тело партнёра перед копуляцией, стимулируя его и повышая вероятность оплодотворения. В некоторых группах стилофоры преобразованы в вагинальные придатки, не имеющие стрел. На вагине также могут расположены одна или несколько длинных слизистых желез, часто разделённых на ветви. Иногда вагина отсутствует, и яйцевод и семяприёмник впадают в атриум отдельно или общим протоком.
Внутри эпифаллуса образуются сперматофоры. Проксимальнее места впадения семяпровода в эпифаллус на последнем может находиться слепой отросток, нередко очень длинный, — флагеллум (бич). На эпифаллусе также может находиться небольшой слепой отросток — цэкум. Эпифаллус имеет цилиндрическую, веретеновидную или коническую форму и переходит в пенис. У видов без эпифаллуса семяпровод впадает в пенис. В месте перехода эпифаллуса в пенис обычно расположен пениальный ретрактор, но иногда он крепится проксимальнее или дистальнее. Пениальный ретрактор может состоять из одной или нескольких ветвей, которые могут крепиться к разным частям мужского отдела половой системы. Иногда на половой системе имеются другие дополнительные мышцы.
Пенис зачастую довольно крупный, имеет цилиндрическую, веретеновидную, булавовидную или овальную форму. Он представляет собой мускулистый орган, который выворачивается при копуляции, и участвует в передаче сперматозоидов, обычно подающихся в половые пути партнёра в виде сперматофора. Внутри пениса по его центральной оси может находиться 1—2 выроста цилиндрической, конической или веретеновидной формы с тонким каналом внутри — пениальные папиллы. Внутренние стенки пениса часто покрыты продольными складками или производными от них рядами бугорков. Особенно крупные мало изменчивые складки, имеющие постоянное положение, называют пилястрами. Внутри пениса также может находиться один или несколько удлинённых выростов — стимуляторов. Обычно они не имеют внутри канала и расположены не по оси пениса. Кроме того, внутри пениса может находиться от одного до нескольких острых твёрдых крючков. Иногда у пениса имеется отдельная пениальная железа. Весь пенис или его часть может окутывать дополнительный покров — пениальный чехол.
У пениса может иметься пениальный аппендикс, который разделяют на 5 отделов: дистальный цилиндрический толстостенный; шаровидный, отделенный от первого перетяжкой; короткий узкий цилиндрический; длинный и тонкий цилиндрический; проксимальный, несколько расширяющийся к слепому концу. Иногда некоторые из отделов не выражены.
У отдельных групп, например, слизней рода Arion, пенис отсутствует и в атриум впадает эпифаллус.
Женские и мужские отделы открываются общим половым отверстием, обычно соединяясь перед этим в общий проток цилиндрической или овальной формы — атриум. Иногда внутри он имеет различные структуры, стимулятор или складки, которые могут простираться в мужские или женские половые пути. Часто атриум почти не выражен и мужские и женские половые пути открываются в половое отверстие практически раздельно. Иногда атриум имеет придаток или придаточные железы. У некоторых групп на атриуме или на дистальном основании пениса или вагины имеется крупный дополнительный орган — саркобелум, часто похожий по форме и размеру на пенис. У этого органа есть полость, а также он может иметь внутри известковый или конхиолиновый шип, аналогичный любовной стреле.

### Физиологические особенности

#### Дыхание
Практически у всех представителей дыхание лёгочное. На внешней складке мантии присутствует особое дыхательное отверстие — пневмостом, которое рефлекторно открывается от переизбытка углекислоты, то есть в зависимости от потребности животного в кислороде.

#### Органы чувств
Глаза на концах задних щупальцев способны различать степень освещения и предметы, находящиеся на расстоянии в среднем до 1 см. Органом чувства обоняния, помимо передних щупальцев, является вся кожа передней части мягкого тела.

## Образ жизни. Места обитания
Большинство представителей семейства онцидиид живёт в Индии, Австралии, на Филиппинах, на Молуккских и на Галапагосских островах, а один род (Oncidiidae oncidiella) встречается в Африке, Европе и Америке. В основном эти улитки ведут земноводный образ жизни, населяя зону морского прибоя, где они оказываются то под водой, то вне её, но некоторые виды их завоевали и сушу, приспособившись к жизни на значительных высотах над уровнем моря и находя для себя убежище под корой деревьев.
Полуземноводный образ жизни ведут и некоторые другие представители подотряда, как, например, улитка янтарка. Эта небольшая улитка обитает в средней полосе России на сырых местах в непосредственной близости от водоемов, где она встречается на стеблях и листьях прибрежной растительности, но её можно наблюдать и на плавающих в воде листьях кувшинок, или водяных лилий. С другой стороны, её можно встретить довольно далеко от водоёмов на кустарниках или на луговой растительности во влажных местах.

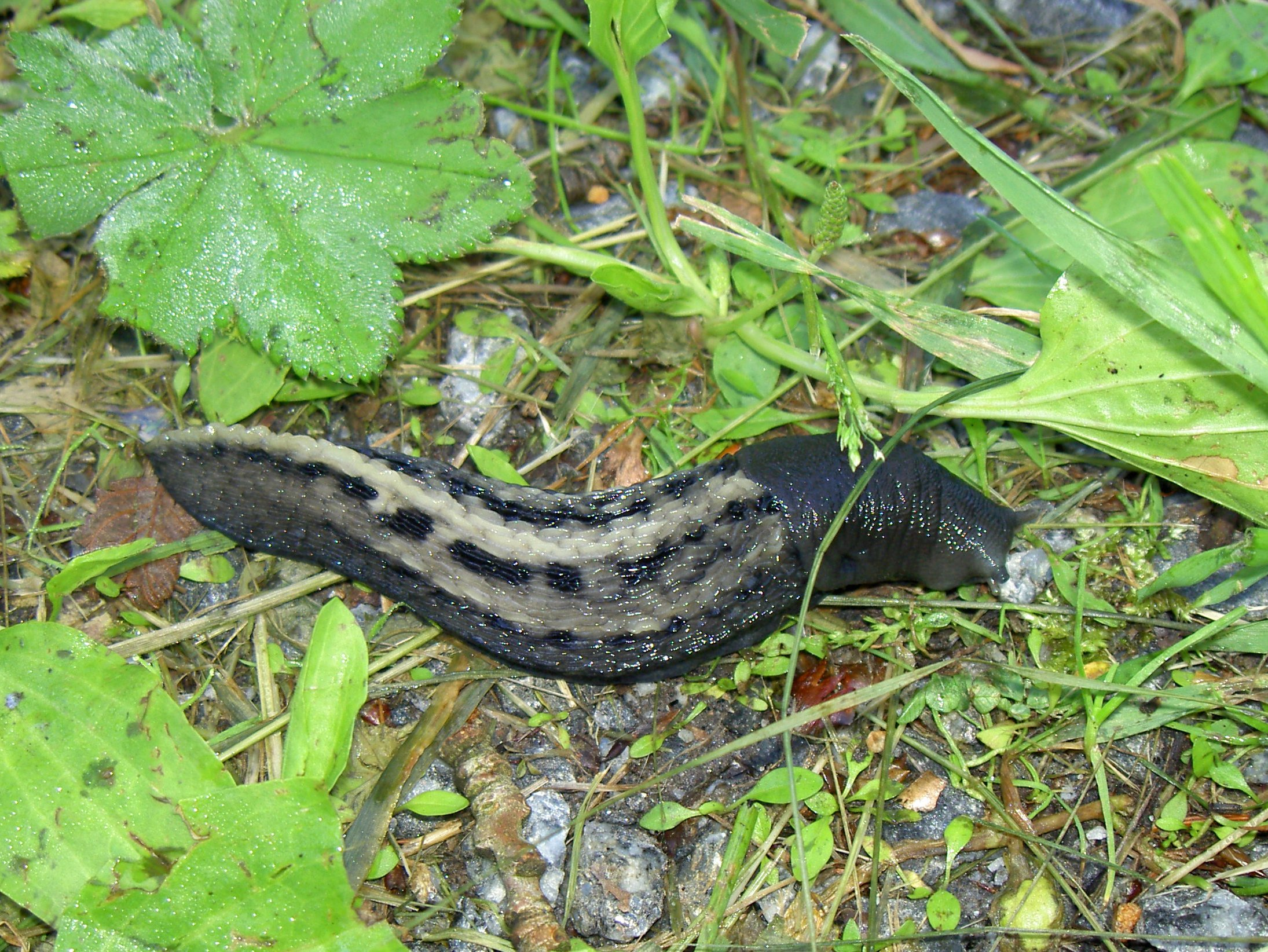
Слизень Limax cinereoniger — один из представителей подотряда

## Классификация

### Альтернативная классификация
Известно 15 тыс. видов, которые принято относить к подотряду стебельчатоглазых. Ниже приведён список семейств подотряда:

##### ПодкладаElasmognatha
- надсемейство Athoracophoroidea P. Fischer (1883 (1860))[20]
  - семейство Athoracophoridae[21][22][23]
- надсемейство Succineoidea Beck (1837)
  - семейство  Hyalimacinae Godwin-Austen (1882)) =  Oxylomatinae Schileyko et Likharev (1986) = Succineidae Beck (1837)[24][25]

##### ПодкладаOrthurethraPilsbry(1900)[26]
- надсемейство Achatinelloidea Gulick (1873)
  - семейство Achatinellidae[27]
- надсемейство Cochlicopoidea Pilsbry (1900 (1879))
  - семейство Amastridae[28]
  - семейство  Cionellidae Pfeiffer (1879) =  Zuidae Bourguignat (1884) = Cochlicopidae Pilsbry (1900 (1879))[25][26]
- надсемейство Enoidea
  - семейство Cerastidae
  - семейство Enidae[29][30][31]
- надсемейство Partuloidea Pilsbry (1900)
  - семейство Draparnaudiidae
  - семейство Partulidae Pilsbry (1900)[26][32][33]
- надсемейство Pupilloidea Turton (1831)
  - семейство Argnidae
  - семейство Chondrinidae
  - семейство Lauriidae
  - семейство Orculidae
  - семейство Pleurodiscidae
  - семейство Pupillidae[34]
  - семейство Pyramidulidae Kennard et B. B. Woodward (1914)[35]
  - семейство Spelaeoconchidae
  - семейство Spelaeodiscidae
  - семейство Strobilopsidae Wenz (1915)[32][36]
  - семейство Valloniidae Morse (1864)[37]
  - семейство Vertiginidae Fitzinger (1833)[25][38]
  - семейство †Cylindrellinidae

##### Неофициальная группаSigmurethra
(входит в подкладу Orthurethra Pilsbry (1900))
- надсемейство Acavoidea Pilsbry (1895)
  - семейство Acavidae Pilsbry (1895)[39]
  - семейство Caryodidae Thiele (1926)[40]
  - семейство Dorcasiidae Connolly (1915)[41]
  - семейство Macrocyclidae Thiele (1926)[40]
  - семейство Megomphicidae H.B. Baker (1930)[25][42]
  - семейство Strophocheilidae Pilsbry (1902)[25][43]
- надсемейство Achatinoidea Swainson (1840)
  - семейство Achatinidae
  - семейство Coeliaxidae
  - семейство Ferussaciidae
  - семейство Glessulidae
  - семейство Subulinidae
  - семейство Thyrophorellidae
- надсемейство Aillyoidea Baker (1955)[44]
  - семейство Aillyidae Baker (1955)[32][44]
- надсемейство Arionoidea Gray in Turton (1840)
  - семейство Anadeniidae Pilsbry (1948)[25][45][46][47]
  - семейство Ariolimacidae Pilsbry et Vanatta (1898)[25][47][48]
  - семейство Arionidae Gray (1840)[49]
  - семейство Binneyidae Cockerell (1891)[25][45][47][50]
  - семейство Oopeltidae Cockerell (1891)
  - семейство Philomycidae Gray (1847)[25][47][51]
- надсемейство Buliminoidea Clessin (1879)
  - семейство Buliminidae
  - семейство Cerastuidae
- надсемейство Clausilioidea Gray (1855)[52]
  - семейство Clausiliidae Gray (1855)
  - семейство †Anadromidae
  - семейство †Filholiidae
  - семейство †Palaeostoidae
- надсемейство Dyakioidea Gude et B. B. Woodward (1921)
  - семейство Dyakiidae Gude et B. B. Woodward (1921)
- надсемейство Gastrodontoidea Tryon (1866)
  - семейство Chronidae
  - семейство Euconulidae H.B. Baker (1928)[25][53]
  - семейство Gastrodontidae Tryon (1866)[54]
  - семейство Oxychilidae Hesse in Geyer (1927 (1879))[25][55]
  - семейство Pristilomatidae Cockerell (1891)[50]
  - семейство Trochomorphidae Möllendorff (1890)
- надсемейство Helicarionoidea Bourguignat (1877)
  - семейство Ariophantidae
  - семейство Helicarionidae
  - семейство Urocyclidae
- надсемейство Helicoidea Raf. (1815)[56]
  - семейство Bradybaenidae
  - семейство Camaenidae Pilsbry (1895)[25][39][57][58][59][60]
  - семейство Cepolidae Ihering (1909)[25][32][61]
  - семейство Cochlicellidae Schileyko (1972)[32][62][63]
  - семейство Elonidae Gittenberger (1979)[32][64]
  - семейство Epiphragmophoridae
  - семейство Halolimnohelicidae
  - семейство Helicidae Raf. (1815)[25][56]
  - семейство Helicodontidae Kobelt (1904)[65]
  - семейство Helminthoglyptidae Pilsbry (1939)
  - семейство Humboldtianidae
  - семейство Hygromiidae Tryon (1866)[25][54][66][67]
  - семейство Monadeniidae Nordsieck (1972)[68]
  - семейство Pleurodontidae
  - семейство Polygyridae Pilsbry (1895)[39]
  - семейство Sphincterochilidae Zilch (1960)[69]
  - семейство Thysanophoridae Pilsbry (1926)[32][45]
  - семейство Trissexodontidae Nordsieck (1987)[25][70][71]
  - семейство Xanthonychidae
- надсемейство Limacoidea Raf. (1815)
  - семейство Agriolimacidae H. Wagner (1935)[72][73]
  - семейство Boettgerillidae Van Goethem (1972)[74]
  - семейство  Limacidae = Bielziidae Likharev et Wiktor (1980)[75]
  - семейство Vitrinidae Fitzinger (1833)[32][38]
- надсемейство Oleacinoidea H. Adams et A. Adams, 1855
  - семейство Oleacinidae
  - семейство Spiraxidae
- надсемейство Orthalicoidea Albers (1860)[25]
  - семейство Cerionidae Pilsbry (1901)[32][43]
  - семейство Coelocionitidae
  - семейство Megaspiridae
  - семейство Orthalicidae[76][77][78][79]
  - семейство Placostylidae[80]
  - семейство Urocoptidae
  - семейство †Grangerellidae
- надсемейство Papillodermatoidea
- надсемейство Parmacelloidea
- надсемейство Plectopylidoidea Möllendorf (1898)
  - семейство Corillidae
  - семейство Plectopylididae
  - семейство Sculptariidae
- надсемейство Punctoidea Morse (1864)
  - семейство Charopidae Hutton (1884)[25][81]
  - семейство Cystopeltidae
  - семейство  Patulidae Tryon (1866) = Discidae Thiele (1931 (1866))[82]
  - семейство Endodontidae Pilsbry (1893)
  - семейство Helicodiscidae Pilsbry in H.B. Baker (1927)[32][83]
  - семейство Oreohelicidae Pilsbry (1939)[45]
  - семейство Punctidae
  - семейство Thyrophorellidae
  - семейство †Anastomopsidae
- надсемейство Rhytidoidea Pilsbry (1893)
  - семейство Chlamydephoridae Cockerell (1935)[84]
  - семейство Haplotrematidae H.B. Baker (1925)[85]
  - семейство Rhytididae Pilsbry (1893)[32][86][87]
  - семейство Scolodontidae H.B. Baker (1925)[88]
- надсемейство  Sagdidoidea = Sagdoidea Pilsbry (1895)
  - семейство Sagdidae
- надсемейство Staffordioidea Thiele (1931)
  - семейство Staffordiidae
- надсемейство Streptaxoidea Gray (1860)
  - семейство Streptaxidae Gray (1860)[25][89]
  - семейство Diapheridae Panha & Naggs, 2010[90]
- надсемейство Strophocheiloidea Thiele (1926)
  - семейство Dorcasiidae Connolly (1915)[41]
  - семейство Megalobulimidae
  - семейство Strophocheilidae Pilsbry (1902)[25][43]
- надсемейство Testacelloidea Gray in Turton (1840)[91]
  - семейство Testacellidae Gray in Turton (1840)[91]
- надсемейство Trigonochlamydoidea Hesse (1882)
  - семейство Milacidae
  - семейство Papillodermidae
  - семейство Parmacellidae
  - семейство Trigonochlamydidae
- надсемейство Zonitoidea Mörch (1864)
  - семейство Zonitidae Mörch (1864)[25][32][92]

### Более ранняя классификация
Ранее стебельчатоглазыми моллюсками называли отряд, относящийся к подклассу лёгочных улиток. Ниже приведена классификация отряда стебельчатоглазых, принятая до появления справочника Буше-Рокруа:
- инфраотряд Orthurethra
  - надсемейство Achatinelloidea Gulick (1873)
  - надсемейство Cochlicopoidea Pilsbry (1900)
  - надсемейство Partuloidea Pilsbry (1900)
  - надсемейство Pupilloidea Turton (1831)
- инфраотряд Sigmurethra
  - надсемейство Acavoidea Pilsbry (1895)
  - надсемейство Achatinoidea Swainson (1840)
  - надсемейство Aillyoidea Baker (1955)
  - надсемейство Arionoidea Gray in Turton (1840)
  - надсемейство Buliminoidea Clessin (1879)
  - надсемейство Camaenoidea Pilsbry (1895)
  - надсемейство Clausilioidea Gray (1855)
  - надсемейство Dyakioidea Gude et B. B. Woodward (1921)
  - надсемейство Gastrodontoidea Tryon (1866)
  - надсемейство Helicoidea Rafinesque (1815)
  - надсемейство Helixarionoidea Bourguignat (1877)
  - надсемейство Limacoidea Rafinesque (1815)
  - надсемейство Oleacinoidea H. Adams et A. Adams, 1855
  - надсемейство Orthalicoidea Albers (1860)
  - надсемейство Plectopylidoidea Möllendorf (1898)
  - надсемейство Polygyroidea Pilsbry (1894)
  - надсемейство Punctoidea Morse (1864)
  - надсемейство Rhytidoidea Pilsbry (1893)
  - надсемейство  Sagdidoidera Pilsbry (1895) = Sagdoidea Pilsbry (1895)
  - надсемейство Staffordioidea Thiele (1931)
  - надсемейство Streptaxoidea Gray (1860)
  - надсемейство Strophocheiloidea Thiele (1926)
  - надсемейство Trigonochlamydoidea Hesse (1882)
  - надсемейство Zonitoidea Mörch (1864)